# Veelvouden van bytes
Voor de informatie-eenheden bytes, bits en woorden worden vaak voorvoegsels gebruikt om grote hoeveelheden te kunnen kwantificeren.

## Voorvoegsels uit het SI-stelsel
Traditioneel werden hiervoor de SI-voorvoegsels kilo, mega, giga, tera etc. gebruikt, maar in de computerwereld werden ze anders gebruikt dan officieel voorgeschreven. Omdat opslagcapaciteiten vaak in machten van 2 uitgedrukt worden en 210 = 1024 zo dicht bij 1000 ligt, werd ooit bedacht dat het handig zou zijn niet 1000 bytes, maar 1024 bytes een kilobyte te noemen. Dit werd verwarrend toen de opslagcapaciteiten groter werden, want daardoor werd de afwijking ook groter. Bovendien werden 1000 en 1024 door elkaar gebruikt. Zo heeft een diskette van 1,44 megabyte niet een capaciteit van 1,44×1024×1024 bytes, en ook niet van 1,44×1000×1000 bytes, maar van 1,44×1000×1024 bytes (1440 kibibyte).
De grootte van het interne geheugen (RAM) in een computer wordt traditioneel in 'megabytes' van 1024×1024 bytes (tegenwoordig "mebibytes", afgekort MiB, zie onder) aangegeven, maar de capaciteit van extern geheugen (onder andere harde schijven en geheugenkaarten) wordt in megabytes van 1000×1000 bytes of in gigabytes van 1000×1000×1000 bytes opgegeven. Daarentegen wordt de omvang van bestanden weer vaak in de binaire eenheden uitgedrukt. Dit, gecombineerd met het feit dat de opgegeven capaciteit van extern geheugen meestal de brutocapaciteit is en er na het formatteren netto minder overblijft, kan er toe leiden dat een "bestand van 95 MB" (eigenlijk 95 MiB) niet past op een geheugendrager waarop een capaciteit van 100 MB vermeld staat.
Telecommunicatiesnelheden worden meestal in machten van 1000 uitgedrukt, een lijn van 34 Mbit/s transporteert dus 34.000.000 bits per seconde.
Soms worden echter ook op dit gebied beide stelsels door elkaar gebruikt.

## Voorvoegsels volgens de IEC-standaard
Omdat het verschil tussen de SI-waarden en de op machten van twee gebaseerde waarden met de groeiende capaciteiten van computers steeds groter wordt, is in 1998 door de International Electrotechnical Commission besloten deze verwarring uit de wereld te helpen met een nieuwe standaard voor de voorvoegsels. Er zijn nieuwe, binaire voorvoegsels bedacht, afgeleid van de bestaande voorvoegsels maar met -bi- als tweede lettergreep: kibi-, mebi-, gibi-, tebi- enzovoorts. Als afkorting wordt de traditionele letter, gevolgd door i gebruikt.
Sindsdien is het niet meer gewenst de gewone voorvoegsels kilo, mega, giga, tera, peta en exa te gebruiken voor machten van twee: een kilobyte is 'gewoon' 1000 bytes, de hoeveelheid van 1024 bytes heet nu kibibyte. Ook tussen de megabyte (1.000.000 bytes) en de mebibyte (1.048.576 bytes) is nu een duidelijk verschil. Deze nieuwe standaard wordt echter nog lang niet overal gebruikt.
Overigens geldt voor zowel de zettabyte als voor de zebibyte (en alle hogere veelvouden) dat gegevenshoeveelheden in deze orde van grootte nagenoeg niet voorkomen en dat men deze benamingen in de praktijk dus niet of nauwelijks tegen zal komen.